# Delomerista pfankuchi
Delomerista pfankuchi là một loài tò vò trong họ Ichneumonidae.